# Sportwagen-Weltmeisterschaft 1959

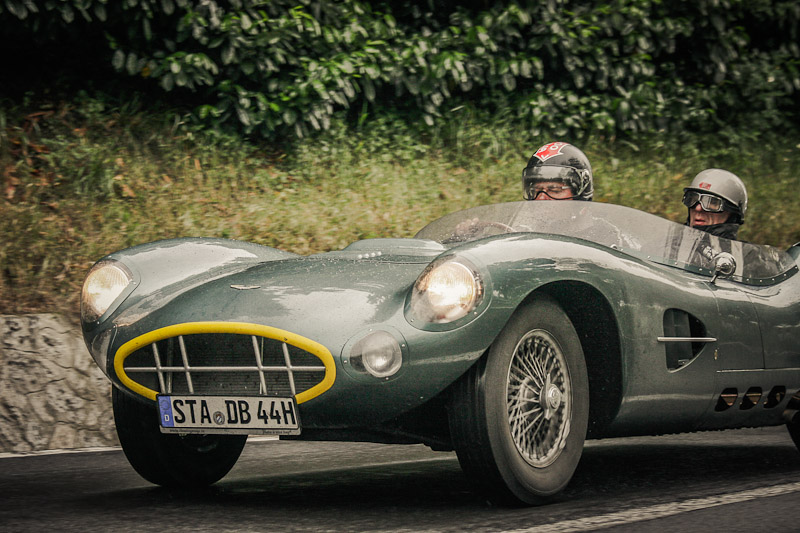
Mit dem DBR1/300 gewann Aston Martin die Sportwagen-Weltmeisterschaft 1959

Die Sportwagen-Weltmeisterschaft 1959 war die siebte Saison dieser Meisterschaft. Sie begann am 21. März und endete am 5. September 1959.

## Meisterschaft
Die Sportwagen-Weltmeisterschaft 1959 wurde erst beim letzten Rennen, der RAC Tourist Trophy in Goodwood, entschieden. Sollte das Team von Aston Martin das Rennen gewinnen, musste ein Fahrzeug der Scuderia Ferrari den zweiten Rang erreichen, um für Ferrari den Titel erfolgreich verteidigen zu können. Carroll Shelby, Jack Fairman und Stirling Moss siegten für Aston Martin, und Ferrari verpasste den Titel um 2 Sekunden. Das war der Rückstand, den Tony Brooks im Ziel auf den zweitplatzierten Porsche-Piloten Wolfgang von Trips hatte.
Es war der dritte Gesamtsieg für Aston Martin in diesem Jahr, nach den Erfolgen auf dem Nürburgring und in Le Mans. Bei der Saisoneröffnung in Sebring waren Dan Gurney und Chuck Daigh für Ferrari siegreich geblieben.
Bei der Targa Florio feierte das Porsche Team einen historischen Erfolg. Es war der erste Gesamtsieg des deutschen Sportwagenherstellers bei einem Rennen der Sportwagen-Weltmeisterschaft.

## Rennkalender
| Nr. | Datum          | Rennname / Rennstrecke                                        | Team                     | Gesamtsieger                              | Fahrzeug              | Meisterschaft |
| --- | -------------- | ------------------------------------------------------------- | ------------------------ | ----------------------------------------- | --------------------- | ------------- |
| 1   | 21. März       | 12-Stunden-Rennen von Sebring (Sebring International Raceway) | Scuderia Ferrari         | Dan Gurney Chuck Daigh                    | Ferrari 250TR59       | Marken        |
| 2   | 24. Mai        | Targa Florio (Piccolo circuito delle Madonie)                 | Porsche KG               | Edgar Barth Wolfgang Seidel               | Porsche 718 RSK       | Marken        |
| 3   | 7. Juni        | 1000-km-Rennen auf dem Nürburgring (Nürburgring)              | David Brown              | Stirling Moss Jack Fairman                | Aston Martin DBR1/300 | Marken        |
| 4   | 20. – 21. Juni | 24-Stunden-Rennen von Le Mans (Circuit des 24 Heures)         | David Brown Racing Dept. | Carroll Shelby Roy Salvadori              | Aston Martin DBR1/300 | Marken        |
| 5   | 5. September   | RAC Tourist Trophy (Goodwood Circuit)                         | David Brown              | Carroll Shelby Jack Fairman Stirling Moss | Aston Martin DBR1/300 | Marken        |

## Marken-Weltmeisterschaft für Konstrukteure

### Gesamtwertung
| Position | Konstrukteur | 1 | 2 | 3   | 4 | 5   | Gesamt |
| -------- | ------------ | - | - | --- | - | --- | ------ |
| 1        | Aston Martin |   |   | 8   | 8 | 8   | 24     |
| 2        | Ferrari      | 8 |   | 6   | 4 | (4) | 18     |
| 3        | Porsche      | 4 | 8 | (3) |   | 6   | 18     |
| 4        | Maserati     |   | 2 |     |   |     | 2      |
| 5=       | Alfa Romeo   |   | 1 |     |   |     | 1      |
| 5=       | Lola         |   |   |     |   | 1   | 1      |